# Calcio en biología
Los iones de calcio (Ca2+) contribuyen a la fisiología y bioquímica de las células de los organismos. Desempeñan un papel importante en las vías de transducción de señales, donde actúan como un segundo mensajero, en la liberación de neurotransmisores de las neuronas, en la contracción de todos los tipos de células musculares y en la fertilización. Muchas enzimas requieren iones de calcio como cofactor, incluidos varios de los factores de coagulación. El calcio extracelular también es importante para mantener la diferencia de potencial a través de las membranas celulares excitables, así como para la formación ósea adecuada.
Los niveles de calcio en plasma en los mamíferos están estrictamente regulados, y el hueso actúa como el principal sitio de almacenamiento de minerales. Los iones de calcio, Ca2+, se liberan del hueso al torrente sanguíneo en condiciones controladas. El calcio se transporta a través del torrente sanguíneo en forma de iones disueltos o se une a proteínas como la albúmina sérica. La hormona paratiroidea secretada por la glándula paratiroidea regula la reabsorción de Ca2+ del hueso, la reabsorción en el riñón de regreso a la circulación y aumenta la activación de la vitamina D3 a calcitriol. El calcitriol, la forma activa de la vitamina D3, promueve la absorción de calcio de los intestinos y los huesos. La calcitonina secretada por las células parafoliculares de la glándula tiroides también afecta los niveles de calcio al oponerse a la hormona paratiroidea; sin embargo, su importancia fisiológica en los seres humanos es dudosa.
El calcio intracelular se almacena en orgánulos que liberan repetidamente y luego vuelven a acumular iones Ca2+ en respuesta a eventos celulares específicos: los sitios de almacenamiento incluyen mitocondrias y el retículo endoplásmico.
Las concentraciones características de calcio en organismos modelo son: en E. coli 3 mM (calcio unido), 100 nM (calcio libre), en levadura en gemación 2 mM (unida), en células de mamífero 10-100 nM (libre) y en plasma sanguíneo 2 mM.

## Humanos

Ingesta global de calcio en la dieta entre adultos (mg/día)
<400
400-500
500-600
600-700
700-800
800-900
900-1000
>1000

| Años         | Calcio (mg/día) |
| ------------ | --------------- |
| 1-3 años     | 700             |
| 4-8 años     | 1000            |
| 9-18 años    | 1300            |
| 19 a 50 años | 1000            |
| > 51 años    | 1000            |
| Embarazo     | 1000            |
| Lactancia    | 1000            |

### Recomendaciones dietéticas
El Instituto de Medicina de EE. UU. (IOM) estableció las cantidades dietéticas recomendadas (RDA) de calcio en 1997 y actualizó esos valores en 2011. Ver tabla. La Autoridad Europea de Seguridad Alimentaria (EFSA) utiliza el término Ingesta de referencia de la población (PRI) en lugar de RDA y establece números ligeramente diferentes: edades 4–10 800 mg, edades 11-17 1150 mg, de 18 a 24 años 1000 mg, y >25 años 950 mg.
Debido a la preocupación por los efectos secundarios adversos a largo plazo, como la calcificación de las arterias y los cálculos renales, el IOM y la EFSA establecen niveles máximos de ingesta tolerables (UL) para la combinación de calcio dietético y suplementario. Según el IOM, las personas de 9 a 18 años no deben exceder los 3000 mg/día; para las edades de 19 a 50 no debe exceder los 2500 mg/día; para mayores de 51 años, sin exceder los 2,000 mg/día. La EFSA fijó UL en 2500 mg/día para adultos, pero decidió que la información para niños y adolescentes no era suficiente para determinar los UL.
Para propósitos de etiquetado de alimentos y suplementos dietéticos en EE. UU., la cantidad en una porción se expresa como un porcentaje del valor diario (% DV). Para fines de etiquetado de calcio, el 100% del valor diario fue 1000 mg, pero a partir del 27 de mayo de 2016 se revisó a 1300 mg para ponerlo de acuerdo con la RDA. Se exigió el cumplimiento de las regulaciones de etiquetado actualizadas para el 1 de enero de 2020, para los fabricantes con $ 10 millones o más en ventas anuales de alimentos, y para el 1 de enero de 2021, para los fabricantes con menos de $ 10 millones en ventas anuales de alimentos. Durante los primeros seis meses posteriores a la fecha de cumplimiento del 1 de enero de 2020, la FDA planea trabajar en cooperación con los fabricantes para cumplir con los nuevos requisitos de la etiqueta de información nutricional y no se centrará en acciones de cumplimiento con respecto a estos requisitos durante ese tiempo.  Se proporciona una tabla de los valores diarios de adultos nuevos y antiguos en la Ingesta Diaria de Referencia.

### Vertebrados

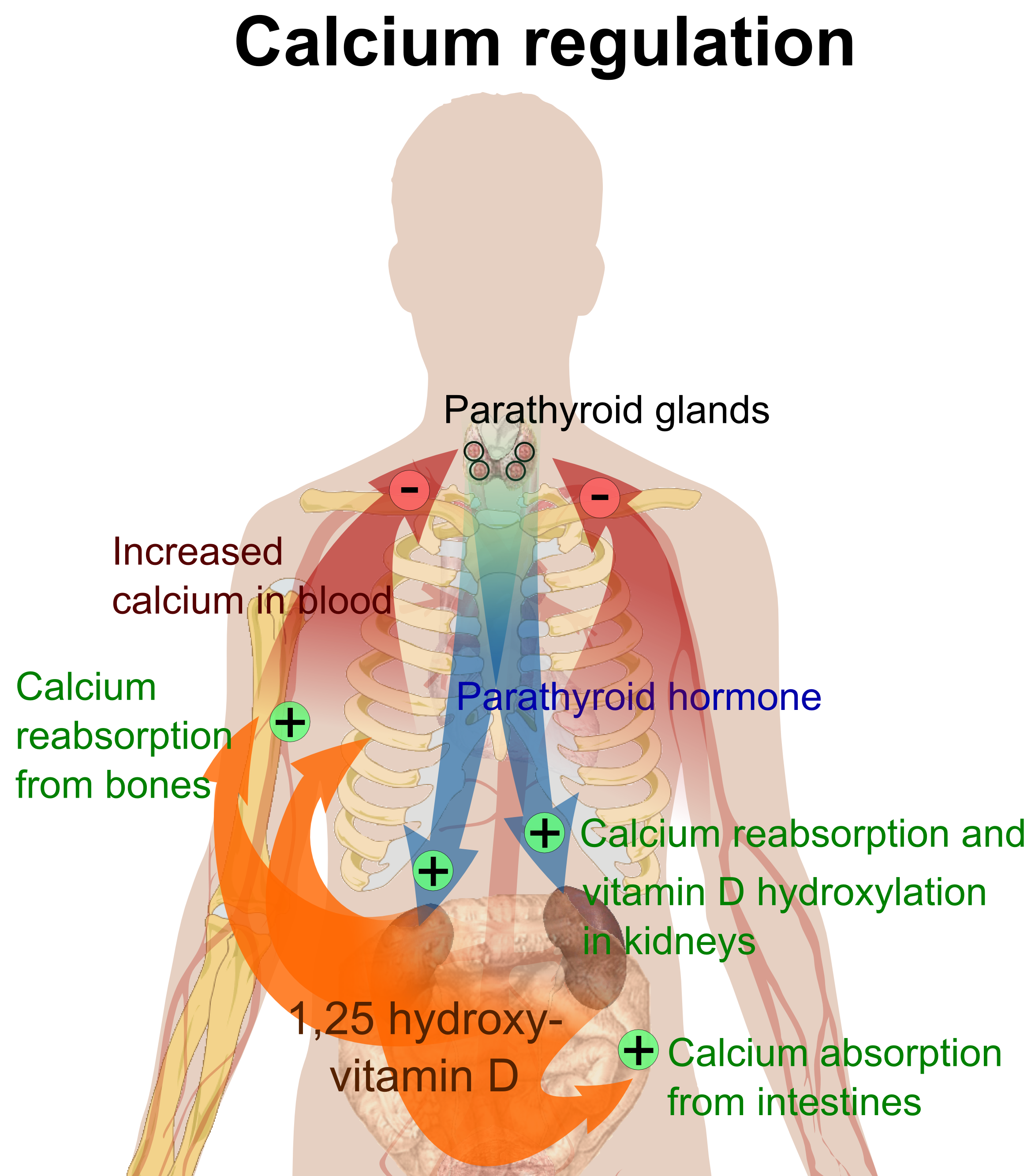
Regulación del calcio en el cuerpo humano

#### Adaptación

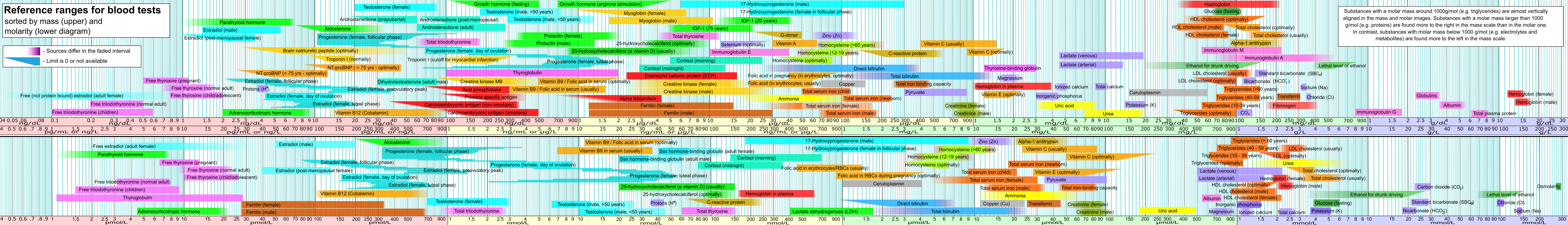
Rangos de referencia para análisis de sangre, que muestran los niveles de calcio en violeta a la derecha

### Declaración médica
Aunque, como regla general, el etiquetado y la comercialización de los suplementos dietéticos no pueden hacer afirmaciones sobre la prevención o el tratamiento de enfermedades, la FDA ha revisado la ciencia para algunos alimentos y suplementos dietéticos, ha llegado a la conclusión de que existe un acuerdo científico importante y ha publicado declaraciones de propiedades saludables permitidas específicamente redactadas. Un fallo inicial que permite una declaración de propiedades saludables para los suplementos dietéticos de calcio y la osteoporosis se modificó posteriormente para incluir suplementos de calcio y vitamina D, a partir del 1 de enero de 2010. A continuación se muestran ejemplos de redacción permitida. Para calificar para la declaración de propiedades saludables del calcio, un suplemento dietético contiene al menos el 20% de la Ingesta Dietética de Referencia, que para calcio significa al menos 260 mg/ración.
- "El calcio adecuado durante toda la vida, como parte de una dieta bien equilibrada, puede reducir el riesgo de osteoporosis".
- "El calcio adecuado como parte de una dieta saludable, junto con la actividad física, puede reducir el riesgo de osteoporosis en el futuro".
- "Una cantidad adecuada de calcio y vitamina D durante toda la vida, como parte de una dieta bien balanceada, puede reducir el riesgo de osteoporosis".
- "El calcio y la vitamina D adecuados como parte de una dieta saludable, junto con la actividad física, pueden reducir el riesgo de osteoporosis en la edad adulta".

En 2005, la FDA aprobó una declaración calificada de salud para el calcio y la hipertensión, con un texto sugerido: 
"Algunas pruebas científicas sugieren que los suplementos de calcio pueden reducir el riesgo de hipertensión. Sin embargo, la FDA ha determinado que la evidencia es inconsistente y no concluyente".
Las pruebas de hipertensión y preeclampsia inducidas por el embarazo no se consideraron concluyentes. El mismo año, la FDA aprobó un QHC para el calcio y el cáncer de colon, con el texto sugerido 
"Alguna evidencia sugiere que los suplementos de calcio pueden reducir el riesgo de cáncer de colon/recto; sin embargo, la FDA ha determinado que esta evidencia es limitada y no concluyente". 
La evidencia de cáncer de mama y cáncer de próstata no se consideró concluyente. Se rechazaron las propuestas de QHC para el calcio como protector contra los cálculos renales o contra los trastornos o el dolor menstrual.
La Autoridad Europea de Seguridad Alimentaria (EFSA) concluyó que "el calcio contribuye al desarrollo normal de los huesos". La EFSA rechazó una afirmación de que existía una relación de causa y efecto entre la ingesta dietética de calcio y potasio y el mantenimiento del equilibrio ácido-base normal. La EFSA también rechazó las afirmaciones sobre calcio y uñas, cabello, lípidos en sangre, síndrome premenstrual y mantenimiento del peso corporal.